# Nabil Aoulad Ayad
Nabil Aoulad Ayad (Waalwijk, 7 juni 1984) is een Nederlands cabaretier, acteur en human beatboxer.

## Biografie
Ayad werd in 2006 Nederlands kampioen human beatbox. In het programma De Wereld Draait Door liet hij Alexander Pechtold beatboxen. Hij was ondertussen al bezig als stand-upcomedian bij de Comedy Explosion. 
Tijdens de kerst van 2007 bezocht hij, samen met GTST-acteur Mark van Eeuwen, Levi van Kempen en cabaretier Dara Faizi, Kamp Holland in Uruzgan en het vliegveld in Kandahar, waar het Nederlands Luchtmacht detachement gelegerd was.
In 2008 vertolkte hij de rol van Yousef El-Bassity in Onderweg naar Morgen. Hij nam deze rol tijdelijk over van Hicham Chairi Slaimani. Verder werkte hij mee aan het programma URBNN van BNN. Sinds september 2008 was hij te zien als Mohammed El Amrani in de De co-assistent. Ook presenteerde hij samen met Mingus Dagelet het programma Goalmouth op Disney XD.
Verder was hij te zien in de Comedy Factory op RTL 4 als talent van de week, gepresenteerd door Najib Amhali. En ook als een van de voorgestelde acts van Jörgen Raymann in het Programma Comedy Club Katendrecht van de VARA gepresenteerd door Frank Evenblij.
Hij behaalde in 2015 de finale van Leids Cabaret Festival. Vanaf het seizoen 2015/2016 is hij in de theaters te zien met zijn avondvullend programma Tijdmachine. Ook speelde mee in het BNN-programma Alpacas. In 2016 deed Ayad mee als kandidaat aan De Slimste Mens.
Hij vertolkte ook een van de hoofdrollen in de bioscoopfilm Marokkaanse bruiloft. 
In 2023 deed Nabil mee aan het 23e seizoen van het televisieprogramma Wie is de Mol? Ayad viel als vijfde af in de zesde aflevering.

## Filmografie

### Film
- 2006: Bolletjes Blues
- 2012: Als je verliefd wordt
- 2022: Marokkaanse Bruiloft, als Ibrahim
- 2022: Kwestie van geduld, als Rayan Aynan
- 2024: Verliefd op Bali

### Televisie

#### Als acteur
- 2007: Van Speijk, als Mo
- 2008: Deadline, als Mohammed
- 2008: Onderweg naar Morgen, als Yousef El-Bassity
- 2008-2010: De co-assistent, als Mohammed El Amrani
- 2021-2022: Sinterklaasjournaal, als ontwikkelaar van Sinterklaas-app
- 2022: De sociëteit

#### Overig
- Villa Achterwerk
- Top 2000 à Go-Go
- Comedy Club Katendrecht, de aflevering met Jörgen Raymann (30 november 2014)
- Alpacas
- Goalmouth
- De Slimste Mens
- Baas Raymann
- Spaanders
- Wie is de Mol?
- Kiespijn
- Top 2000 Quiz
- Rad van het Jaar
- LOL: Last One Laughing
- Beste Kijkers
- Praat Nederlands met me
- Secret Duets
- Wat een dag!
- The Connection

## Theater
- 2009: Ali Baba en de 80 muzikanten (symfonische theatershow van Ali B)
- 2012: Lover of loser (musical)
- 2018: Tijdmachine[2]
- 2019: Monopoly[3]
- 2023: Absurd[4]
- 2024: Nee, precies daarom[5]